# Несмит, Аарон
Аарон Джошуа Несмит (англ. Aaron Joshua Nesmith; род. 16 октября 1999, Чарлстон, Южная Каролина) — американский профессиональный баскетболист, выступающий за клуб НБА «Индиана Пэйсерс». Играет на позиции лёгкого форварда. Был выбран на драфте НБА 2020 года под 14-м номером.

## Профессиональная карьера

### Бостон Селтикс (2020—2022)
Несмит был выбран на драфте НБА 2020 года под 14-м номером клубом «Бостон Селтикс». 24 ноября 2020 года Несмит подписал контракт с «Селтикс».
Несмит дебютировал в НБА 25 декабря 2020 года в матче против «Бруклин Нетс», в котором набрал 3 очка, за 8 минут 45 секунд на площадке.
Несмит играл за «Селтикс» в Летней лиге НБА 2021 года. 15 февраля 2022 года Несмит набрал 18 очков в победе над «Филадельфией Севенти Сиксерс», что стало для него наибольшим количеством набранных очков за матч в составе «Селтикс».

### Индиана Пэйсерс (2022—настоящее время)
9 июля 2022 года Несмит был обменян вместе с Дэниелем Тайсом, Маликом Фиттсом, Джуваном Морганом, Ником Стаускасом и выбором первого раунда драфта 2023 года в команду «Индиана Пэйсерс» на Малкольма Брогдона. 18 декабря 2022 года он набрал 23 очка и 10 подборов в матче против «Нью-Йорк Никс», что стало для него лучшими показателями за матч в карьере на тот момент. 21 декабря в победе над своей бывшей командой Несмит набрал 15 очков и сделал 6 подборов, выйдя в стартовом составе против «Селтикс». 29 декабря в победе над «Кливленд Кавальерс» Несмит набрал 22 очка, реализовав 7 из 10 бросков с игры.
2 февраля 2023 года Несмит набрал 24 очка, 3 подбора, 2 перехвата и блок, реализовав 9 из 12 бросков с игры в проигрыше команде «Лос-Анджелес Лейкерс». 16 марта в победе над командой «Милуоки Бакс» он набрал 22 очка и 5 подборов. В следующей игре, 18 марта, против «Филадельфии Севенти Сиксерс», Несмит набрал 25 очков и 6 подборов, что стало новым рекордом в карьере.
23 октября 2023 года Несмит подписал с «Пэйсерс» трехлетний контракт на сумму 33 миллиона долларов. Пять дней спустя Несмит набрал рекордные в карьере 26 очков и 9 подборов в победе над «Кливленд Кавальерс» со счетом 125-113. 6 ноября Несмит набрал 15 очков, 2 подбора, 2 передачи, 2 перехвата и 3 трехочковых в победе над «Сан-Антонио Сперс», что стало для главного тренера Рика Карлайла 900-й победой в карьере. 30 декабря Несмит сделал рекордные в карьере 7 трехочковых в победе над «Нью-Йорк Никс», в тот вечер, когда его партнер по команде Тайриз Халибертон установил рекорд «Пэйсерс» по количеству передач за игру - 23.
В сезоне 2024/25 Несмит реализовал 50,7 % своих бросков с игры, 43,1 % трехочковых и 91,3 % штрафных бросков, что позволило ему стать членом клуба 50-40-90. 21 мая 2025 года в первой игре финала Восточной конференции против «Нью-Йорк Никс» Несмит набрал рекордные в карьере 30 очков при 9 из 13 точных бросках, в том числе 8 из 9 с трехочковой линии. Несмит также забил шесть подряд трехочковых в последние пять минут регулярного чемпионата, что помогло «Пэйсерс» отыграть 14-очковый дефицит и одержать победу в овертайме со счетом 138:135.

## Статистика

### Статистика в НБА
| Сезон   | Команда | Регулярный сезон | Регулярный сезон          | Регулярный сезон         | Регулярный сезон         | Регулярный сезон                      | Регулярный сезон                   | Регулярный сезон            | Регулярный сезон           | Регулярный сезон              | Регулярный сезон              | Регулярный сезон         | Серия плей-офф  | Серия плей-офф            | Серия плей-офф           | Серия плей-офф           | Серия плей-офф                        | Серия плей-офф                     | Серия плей-офф              | Серия плей-офф             | Серия плей-офф                | Серия плей-офф                | Серия плей-офф           |
| Сезон   | Команда | Сыгранные матчи  | Матчи в стартовой пятёрке | Количество минут за игру | Процент попаданий с игры | Процент попадания трёхочковых бросков | Процент попадания штрафных бросков | Количество подборов за игру | Количество передач за игру | Количество перехватов за игру | Количество блок-шотов за игру | Количество очков за игру | Сыгранные матчи | Матчи в стартовой пятёрке | Количество минут за игру | Процент попаданий с игры | Процент попадания трёхочковых бросков | Процент попадания штрафных бросков | Количество подборов за игру | Количество передач за игру | Количество перехватов за игру | Количество блок-шотов за игру | Количество очков за игру |
| ------- | ------- | ---------------- | ------------------------- | ------------------------ | ------------------------ | ------------------------------------- | ---------------------------------- | --------------------------- | -------------------------- | ----------------------------- | ----------------------------- | ------------------------ | --------------- | ------------------------- | ------------------------ | ------------------------ | ------------------------------------- | ---------------------------------- | --------------------------- | -------------------------- | ----------------------------- | ----------------------------- | ------------------------ |
| 2020/21 | Бостон  | 46               | 1                         | 14,5                     | 43,8                     | 37,0                                  | 78,6                               | 2,8                         | 0,5                        | 0,3                           | 0,2                           | 4,7                      | 5               | 0                         | 15,0                     | 27,8                     | 28,6                                  | 100,0                              | 2,6                         | 0,2                        | 0,2                           | 0,2                           | 3,2                      |
| 2021/22 | Бостон  | 52               | 3                         | 11,0                     | 39,6                     | 27,0                                  | 80,8                               | 1,7                         | 0,4                        | 0,4                           | 0,1                           | 3,8                      | 14              | 0                         | 3,7                      | 23,5                     | 9,1                                   | 75,0                               | 1,1                         | 0,2                        | 0,1                           | 0,3                           | 0,9                      |
| 2022/23 | Индиана | 73               | 60                        | 24,9                     | 42,7                     | 36,6                                  | 83,8                               | 3,8                         | 1,3                        | 0,8                           | 0,5                           | 10,1                     | Не участвовал   | Не участвовал             | Не участвовал            | Не участвовал            | Не участвовал                         | Не участвовал                      | Не участвовал               | Не участвовал              | Не участвовал                 | Не участвовал                 | Не участвовал            |
| 2023/24 | Индиана | 72               | 47                        | 27,7                     | 49,6                     | 41,9                                  | 78,1                               | 3,8                         | 1,5                        | 0,9                           | 0,7                           | 12,2                     | 17              | 17                        | 32,9                     | 43,3                     | 27,8                                  | 91,9                               | 4,9                         | 2,2                        | 0,6                           | 0,5                           | 10,5                     |
|         | Всего   | 243              | 111                       | 20,8                     | 45,2                     | 37,4                                  | 80,8                               | 3,2                         | 1,0                        | 0,6                           | 0,4                           | 8,3                      | 36              | 17                        | 19,1                     | 39,8                     | 26,0                                  | 90,7                               | 3,1                         | 1,1                        | 0,4                           | 0,4                           | 5,7                      |

### Статистика в Джи-Лиге
| Сезон   | Команда     | Регулярный сезон | Регулярный сезон          | Регулярный сезон         | Регулярный сезон         | Регулярный сезон                      | Регулярный сезон                   | Регулярный сезон            | Регулярный сезон           | Регулярный сезон              | Регулярный сезон              | Регулярный сезон         | Серия плей-офф  | Серия плей-офф            | Серия плей-офф           | Серия плей-офф           | Серия плей-офф                        | Серия плей-офф                     | Серия плей-офф              | Серия плей-офф             | Серия плей-офф                | Серия плей-офф                | Серия плей-офф           |
| Сезон   | Команда     | Сыгранные матчи  | Матчи в стартовой пятёрке | Количество минут за игру | Процент попаданий с игры | Процент попадания трёхочковых бросков | Процент попадания штрафных бросков | Количество подборов за игру | Количество передач за игру | Количество перехватов за игру | Количество блок-шотов за игру | Количество очков за игру | Сыгранные матчи | Матчи в стартовой пятёрке | Количество минут за игру | Процент попаданий с игры | Процент попадания трёхочковых бросков | Процент попадания штрафных бросков | Количество подборов за игру | Количество передач за игру | Количество перехватов за игру | Количество блок-шотов за игру | Количество очков за игру |
| ------- | ----------- | ---------------- | ------------------------- | ------------------------ | ------------------------ | ------------------------------------- | ---------------------------------- | --------------------------- | -------------------------- | ----------------------------- | ----------------------------- | ------------------------ | --------------- | ------------------------- | ------------------------ | ------------------------ | ------------------------------------- | ---------------------------------- | --------------------------- | -------------------------- | ----------------------------- | ----------------------------- | ------------------------ |
| 2021/22 | Мэн Селтикс | 2                | 1                         | 22,9                     | 45,5                     | 20,0                                  | 100,0                              | 6,5                         | 2,5                        | 0,5                           | 0,0                           | 13,5                     | Не участвовал   | Не участвовал             | Не участвовал            | Не участвовал            | Не участвовал                         | Не участвовал                      | Не участвовал               | Не участвовал              | Не участвовал                 | Не участвовал                 | Не участвовал            |
|         | Всего       | 2                | 1                         | 22,9                     | 45,5                     | 20,0                                  | 100,0                              | 6,5                         | 2,5                        | 0,5                           | 0,0                           | 13,5                     | Не участвовал   | Не участвовал             | Не участвовал            | Не участвовал            | Не участвовал                         | Не участвовал                      | Не участвовал               | Не участвовал              | Не участвовал                 | Не участвовал                 | Не участвовал            |

### Статистика в NCAA
| Сезон   | Команда     | Конференция | Год обучения («FR» — 1 курс, «SO» — 2 курс, «JR» — 3 курс, «SR» — 4 курс) | Сыгранные матчи | Матчи в стартовой пятёрке | Количество минут за игру | Процент попаданий с игры | Процент попадания трёхочковых бросков | Процент попадания штрафных бросков | Количество подборов за игру | Количество передач за игру | Количество перехватов за игру | Количество блок-шотов за игру | Количество очков за игру |
| ------- | ----------- | ----------- | ------------------------------------------------------------------------- | --------------- | ------------------------- | ------------------------ | ------------------------ | ------------------------------------- | ---------------------------------- | --------------------------- | -------------------------- | ----------------------------- | ----------------------------- | ------------------------ |
| 2018/19 | Вандербильт | SEC         | FR                                                                        | 32              | 19                        | 29,0                     | 39,2                     | 33,7                                  | 82,5                               | 5,5                         | 1,4                        | 0,7                           | 0,6                           | 11,0                     |
| 2019/20 | Вандербильт | SEC         | SO                                                                        | 14              | 14                        | 35,7                     | 51,2                     | 52,2                                  | 82,5                               | 4,9                         | 0,9                        | 1,4                           | 0,9                           | 23,0                     |
| Всего   | Всего       | Всего       | Всего                                                                     | 46              | 33                        | 31,0                     | 44,2                     | 41,0                                  | 82,5                               | 5,3                         | 1,3                        | 0,9                           | 0,7                           | 14,7                     |